# Temnothorax tristis
Temnothorax tristis is een mierensoort uit de onderfamilie van de Myrmicinae. De wetenschappelijke naam van de soort is voor het eerst geldig gepubliceerd in 1918 door Bondroit.